# Frank Curtis Lynch
Frank Curtis Lynch (ur. 27 października 1914 w Benedict, zm. 21 sierpnia 1987) – amerykański oficer, komandor (Captain) United States Navy. Służył m.in. w  na stanowiskach zastępcy dowódcy okrętu podwodnego USS „Harder” (SS-257) i pełnił dodatkowo funkcję oficera zanurzeniowego oraz dowódcy „Haddo” (SS-255) (18 października do 12 września 1945), a następnie dowódcy niszczyciela USS „Allen M. Sumner” (DD-692).

## Odznaczenia
- Navy Cross (trzykrotnie)[3]
- Silver Star[3]
- Legion of Merit[3]